# Sanctuaire Nostra Signora della Guardia (Ceranesi)
Le Sanctuaire Nostra Signora della Guardia est une basilique religieuse et un lieu de pèlerinage situé au sommet du mont Figogna, dans la commune de Ceranesi dans la région italienne de la Ligurie.

## Histoire
Il semble que l'appellation Guardia remonte au fait que depuis les temps immémoriaux ce mont était couronné d'un tour destinée à surveiller l'arrivée d'ennemis éventuels descendant par la valle du Polcevera pour menacer Gênes. Côté mer, également, par temps dégagé, les marins peuvent voir surgir le sanctuaire entouré des "Territoires de bronze" définis ainsi dans une sentence du Sénat Romain de 117 av. J.-C. à savoir les communes de : Ceranesi, Campomorone, Mignanego, Serra Riccò, Sant'Olcese et les quartiers de Pontedecimo et Bolzaneto. 
Le sanctuaire doit sa construction à une apparition de la Madone rapportée dans des documents officiels, advenue sur le mont Figogna le 29 août 1490 à un paysan du lieu, Benedetto Pareto. 

Le sanctuaire de la Guardia est le but de pèlerinages provenant de toute l'Italie et du monde entier, et naturellement des génois, très attachés à ce lieu.